# Csézy
Csézi Erzsébet, („Csézy”) (Mezőkövesd, 1979. október 9. –) magyar énekesnő.
2008. február 8-án Szívverés című dalával megnyerte az 2008-as Eurovíziós Dalfesztivál Magyar Televízió által rendezett hazai döntőjét, ezáltal a jogot, hogy képviselhesse Magyarországot a belgrádi versenyen.
A 2008-as VIVA Comet díjátadón elnyerte a legjobb női előadónak járó díjat.

## Pályafutása
Édesanyja énektanár. Mezőkövesden járt általános iskolába, majd Miskolcon végezte el a zeneművészeti főiskolát is, az operatanszakon. Csézy közben többször vállalt fellépéseket mezőkövesdi és más rendezvényeken. Miskolcon szerzett diplomát énekművészként és kamaraművészként 2006-ban.
Emellett folytatta a családja hagyományait. A mesterséget nagymamájától tanulta, 2001-ben Japánban az Európa Kiállításon egyedül ő képviselte Magyarországot, a matyó kultúrát. Egy hónapig mutatta be, hogyan készülnek a matyó kézimunkák.
Konzervatóriumi pályatársaival világversenyt nyert Spanyolországban, ahol polifon (többszólamú) és helyi baszk folklórdalokkal kápráztatta el a közönséget, de a befutott operaénekesek is elismerték Csézy tehetségét, és ebbe a különösen zárt közösségbe is azonnal befogadták. Az énekesnőnek viszont más tervei voltak, a popszakmában kívánt érvényesülni.

### Albumok
A 2007-es év nagy fordulatot jelentett Csézy életében, hiszen a gyermekkori álmai válhattak valóra. Megjelent a Szívverés című albuma, amiben neves emberek is közreműködtek: Harmath Szabolcs, Rakonczai Viktor, Czomba Imre, Menyhárt János, Szabó Ági, Valla Attila, Miklós Tibor stb. Az album dalai teljes mértékben emberközpontú üzeneteket közvetítenek, hiszen a szerelem, a csalódás a hétköznapokban átélt dolgok, szomorú vagy éppen vidám pillanatait ötvözi 14 dalban.
| Év   | Album       | Legmagasabb helyezés                   | Minősítés |
| Év   | Album       | MAHASZ Top 40 album- és válogatáslemez | Minősítés |
| ---- | ----------- | -------------------------------------- | --------- |
| 2007 | Szívverés   | 9                                      |           |
| 2009 | Csak egy nő | -                                      |           |
| 2013 | Ébredés     | -                                      |           |
| 2017 | Passion     | -                                      |           |

### Saját lemezen eddig meg nem jelent dalai
- Elmentél – duett Szigeti Csabával
- Miért vársz még rám? – a duett megjelent Zámbó Jimmy Királyi duettek lemezén
- Itt van a szerelem [1]
- Szeretlek (szerzők: Menyhárt János – Csézy) [2]
- Szabad-e hinnem még (szerzők: Rakonczai Viktor – Duba Gábor)
- Pillangó (szerzők: Rakonczai Viktor – Csézy)
- Forog a kerék – a duett megjelent Rakonczai Imre Az éjszaka fényei lemezén [3]
- Gyönyörű (szerzők: Rakonczai Viktor - Szabó Ági)
- Hazatérsz (szerzők: Menyhárt János - Csézy)
- Rejtett szépség (szerzők: Rakonczai Viktor - Szabó Ági)

### Videóklipjei
- 2007 – Általad vagyok [4]
- 2008 – Szívverés/Candlelight [5][6]
- 2009 – Csak egy nő [7]
- 2010 – Mama [8]
- 2010 – Láthatatlan híd [9][10]
- 2011 – Ez az otthonunk [11]
- 2012 – Fáj még [12]
- 2012 – Utazunk [13]
- 2013 – Akarsz-e? [14]
- 2015 – Szeretlek [2]
- 2015 – Remény [15]
- 2016 – Ébredés [16]
- 2018 – Szabad-e hinném még [17]
- 2019 – Pillangó [18]
- 2020 - Fall Again [19]
- 2022 - Hazatérsz [20]
- 2023 - Rejtett szépség [21]

### Eurovízió
A 2008-as Eurovíziós Dalfesztivál hazai döntőjében a zsűri és az sms-t küldő nézők véleménye alapján Csézy nyert, így Magyarországot ő képviselte Belgrádban, a nemzetközi döntőben. Csézy a sorsolás eredménye alapján tizenötödikként állt a színpadra, előtte a grúziai, utána a máltai énekes következett.
Mindkét elődöntőből tíz-tíz ország jutott be a döntőbe, amelyen így összesen 25 ország képviselői adhatták elő versenydalukat. Csézy az elődöntőben 6 pontot szerzett, ezzel a 19. helyen végzett, így nem került be a döntőbe.